# C/2004 Q2 (Макхольца)
Существует также ещё пять долгопериодических комет Макхольца: C/1978 R3 (1978 XIII, 1978l), C/1985 K1 (1985 VIII, 1985e), C/1988 P1 (1988 XV, 1988j), C/1992 N1 (1992 XVII, 1992k) и C/1994 T1 (1994 XXVII, 1994r).
Комета Макхольца (официальное название C/2004 Q2 (Machholz)) — долгопериодическая комета, открытая Д. Макхольцем 27 августа 2004 года.
Комета была видна невооружённым глазом в январе 2005 года (достигла яркости 4m). Перигелий кометы находится дальше от Солнца, чем орбита Земли, потому комета наблюдалась далеко от Солнца в тёмном небе.